# Општина Калесија
Калесија је општина у сјевероисточном дијелу Федерације БиХ. Припада Тузланском кантону. Сједиште општине је у градићу Калесији.

## Географија
Калесија се налази у подножју планине Мајевица, у долини ријеке Спрече која извире неколико километара источније.
Општинско подручје данас има површину од 201 km² и чини 0,39% територије Босне и Херцеговине. Има повољан природно-географски положај. Преко њене територије пролази магистрални пут Тузла - Зворник, који је насљедио улогу повезивања поменутог простора још из античког периода. Такође, преко калесијске територије пролази жељезничка пруга Тузла - Живинице - Калесија - Зворник. Захваљујући споменутим комуникацијама подручје Калесије има квалитетнију везу са регијом и осталим дјеловима Босне и Херцеговине.

## Становништво
По посљедњем службеном попису становништва из 1991. године, општина Калесија је имала 41.809 становника, распоређених у 40 насељених мјеста.
| Националност       | 1991.           | 1981.           | 1971.           |
| Муслимани          | 33.137 (79,25%) | 29.178 (77,50%) | 24.771 (76,03%) |
| Срби               | 7.659 (18,31%)  | 7.725 (20,51%)  | 7.606 (23,34%)  |
| Хрвати             | 35 (0,08%)      | 34 (0,09%)      | 40 (0,12%)      |
| Југословени        | 275 (0,65%)     | 392 (1,04%)     | 23 (0,07%)      |
| остали и непознато | 703 (1,68%)     | 318 (0,84%)     | 137 (0,42%)     |
| Укупно             | 41.809          | 37.647          | 32.577          |

## Насељена мјеста
Послије потписивања Дејтонског споразума највећи дио општине Калесија ушао је у састав Федерације БиХ (201 km² од 272 km²). У састав Републике Српске ушла су насељена мјеста: Борогово, Цапарде, Хајвази, Косовача, Кусоње, Махала, Матковац, Ракино Брдо, Сајтовићи, Шехер и Вилчевићи, те дијелови насељених мјеста: Гојчин, Осмаци и Зелина. Од овог подручја формирана је општина Осмаци (71 km²).
Брезик, Булатовци, Вуковије Доње, Вуковије Горње, Гојчин, Дубница, Зелина, Зоље, Зукићи, Јегинов Луг, Јелово Брдо, Калесија, Калесија (село), Кикачи, Кулина, Липовице, Мемићи, Миљановци, Осмаци, Петровице, Прњавор, Раинци Доњи, Раинци Горњи, Сарачи, Сељубље, Старо Село, Тојшићи, Храсно Доње и Храсно Горње.